# Louis Fraser
Louis Fraser (* 1819 oder Anfang 1820; † 1883 oder bald danach) war ein britischer Zoologe und Sammler.

## Leben und Wirken
Das genaue Datum seiner Geburt oder seines Todes sind nicht bekannt. Es gibt eine Heiratsurkunde, nach der er am 17. Februar 1844 heiratete und damals 24 Jahre alt war. Die letzte bekannte Nachricht von ihm sind die Etiketten einiger von ihm in Florida gesammelter Vögel im Zoologischen Museum der Universität Cambridge mit seiner Handschrift (Juli 1883, ein Amerika-Schlangenhalsvogel). Er starb wahrscheinlich vor 1888 in Nordamerika.
Fraser war der Sohn eines Seemanns und war ab 1832 Laufbursche (Office boy) im Museum der Zoological Society of London. 1841 wurde er Kurator des Museums, wobei er damals schon fünf Veröffentlichungen in den Proceedings der Zoological Society vorweisen konnte. Er nahm auf Einflussnahme von Lord Derby (Präsident der Zoological Society) an Allens und Thomsons Niger-Expedition zwischen 1841 und 1842 als Wissenschaftler der African Civilization Society teil., wobei er eine bedeutende Sammlung im Golf von Guinea zusammenstellte. Nach seiner Rückkehr 1842 war er wieder am Museum der Zoological Society, in dem er 1844 Kurator wurde.
Er gab ab 1845 Zoologica Typica, or figures of the new and rare animals and birds in the collection of the Zoological Society of London, heraus, einen reichlich illustrierten Folianten, der in 14 Lieferungen zwischen 1845 und der Einstellung aus finanziellen Gründen 1849 erschien. In diesem Buch beschrieb er eine Vielzahl neuer Vogelarten und Säugerarten, die der Zoological Society präsentiert wurden. 1846 gab er seinen Posten bei der Zoological Society auf, um mit einem Halbjahresvertrag für Lord Derby in Nordafrika zu sammeln. 1847 sammelte er dort auf eigene Rechnung. Ab April 1848 war er temporär für die Sammlung von Lord Derby in Knowsley Hall verantwortlich. Sein Nachfolger wurde schließlich David Dyson (1823–1856), der bis zum Tod Derbys die Sammlung als Kurator betreute. Es war Fraser, der im Jahr 1850 mit Catalogue of the Knowsley Collections einen Katalog über die Sammlung publizierte. Das sechsbändige Manuskript über die Vögel der Sammlung ist in Liverpool.
1851 bis 1853 Fraser auf Vermittlung von Lord Derby zum Vize-Konsul von Ouidah, Dahomey ernannt, während der Regierungszeit des Königs von Dahomey Gézo. Ab 1857 sammelte er in Südamerika für drei Jahre Vögel und Säugetiere für Philip Lutley Sclater von der Zoological Society of London, unter anderem 1859 in Ecuador und im folgenden Jahr in Kalifornien. Nach seiner Rückkehr nach London eröffnete er in Knightsbridge und danach in der Regent Street ein Geschäft für exotische Vögel, das aber nicht erfolgreich war. Er ging wieder nach Nordamerika und arbeitete für Woodward's Gardens in San Francisco, was er für eine Tätigkeit auf Vancouver Island aufgab. Im Jahr 1862 verfasste er unter der Federführung von Sclater die erste Ausgabe von List of the vertebrated animals now or lately living in the gardens of the Zoological Society of London. 1866 ist er wieder in London nachweisbar. Seine letzten Lebensjahre verbrachte er in Amerika und sammelte 1883 in Florida.
Fraser sammelte über 1000 Exemplare von Vögeln in Tunesien, Dahomey (Benin), Niger, Fernando Póo, Ecuador, Panama, Guatemala und Nordamerika. 645 wurden in Sammlungen in Großbritannien, Deutschland und den USA identifiziert, darunter über 100 Typexemplare. Seine Sammlung ist unter anderem im Natural History Museum at Tring, in Liverpool und in Cambridge. Er hinterließ ausführliche und detaillierte Beobachtungsnotizen.
Sein Sohn Oscar Louis Fraser war ab 1882 Assistent am Indian Museum in Calcutta und Fellow der Linnean Society of London.
Fraser korrespondierte mit Charles Darwin.

## Dedikationsnamen

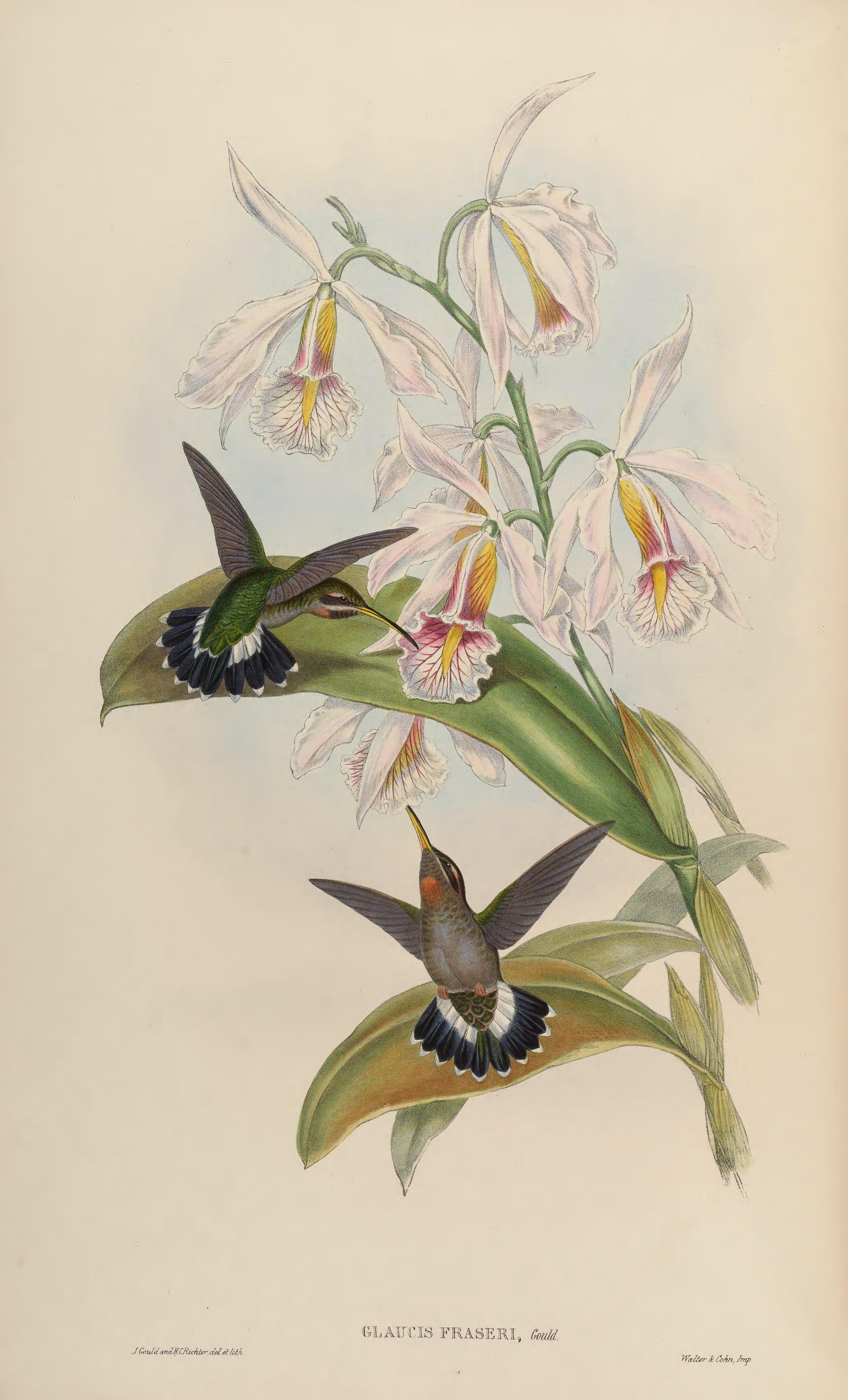
Glaucis Fraseri ein Synonym für den Weißbinden-Schattenkolibri (Threnetes ruckeri) gemalt von Gould und Henry Constantine Richter (1821–1902)
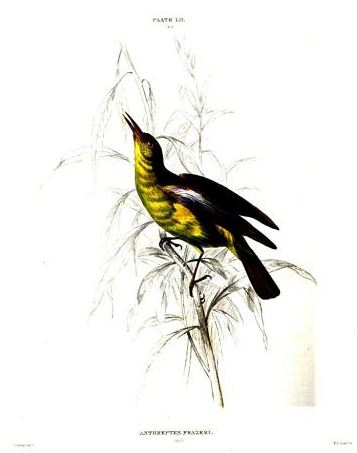
Anthreptes frazeri ein Synonym für den Laubnektarvogel (Deleornis fraseri) illustriert von James Hope Stewart (1789–1883)
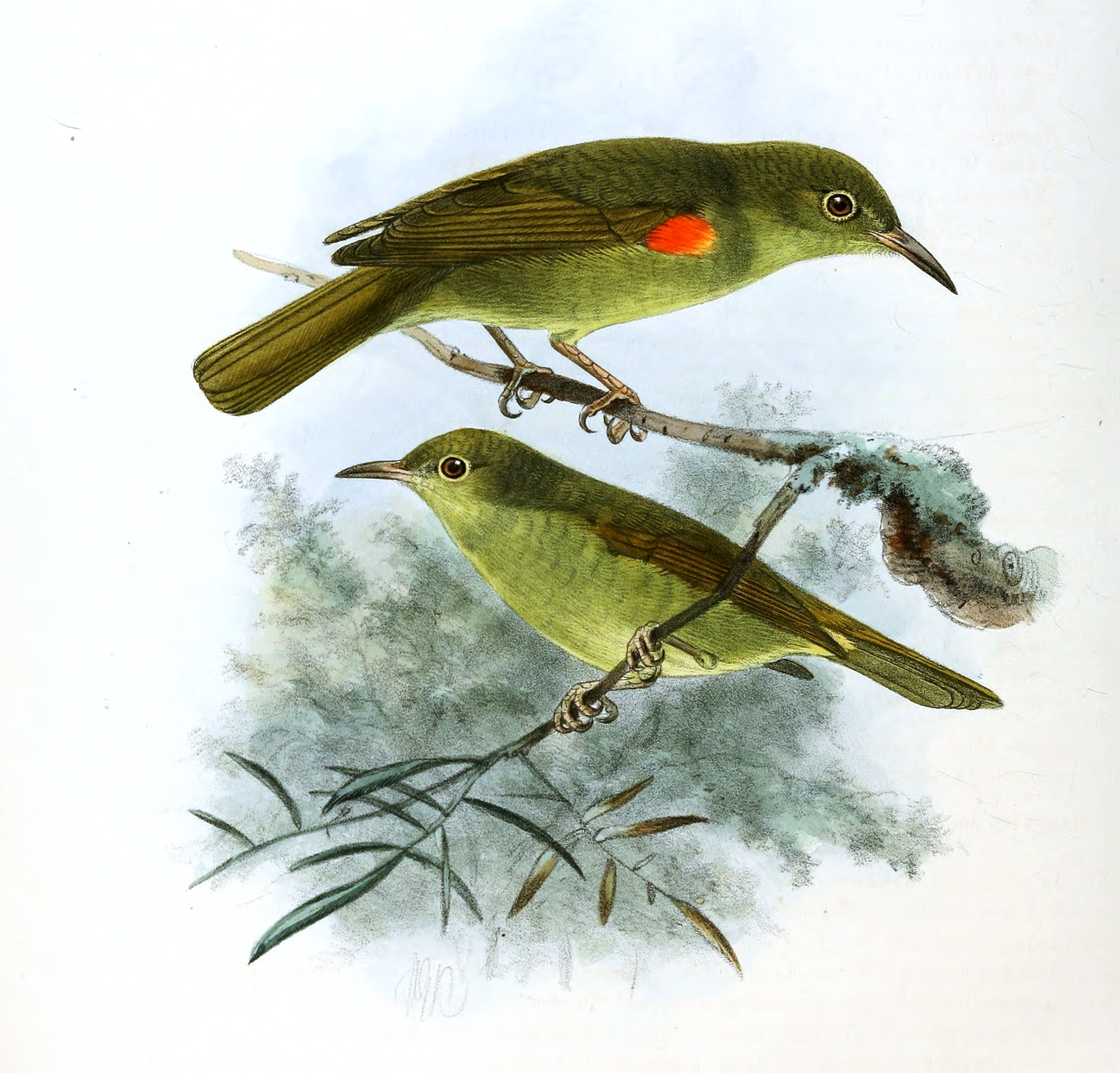
Laubnektarvogel (Deleornis fraseri) gemalt von John Gerrard Keulemans (1842–1912)
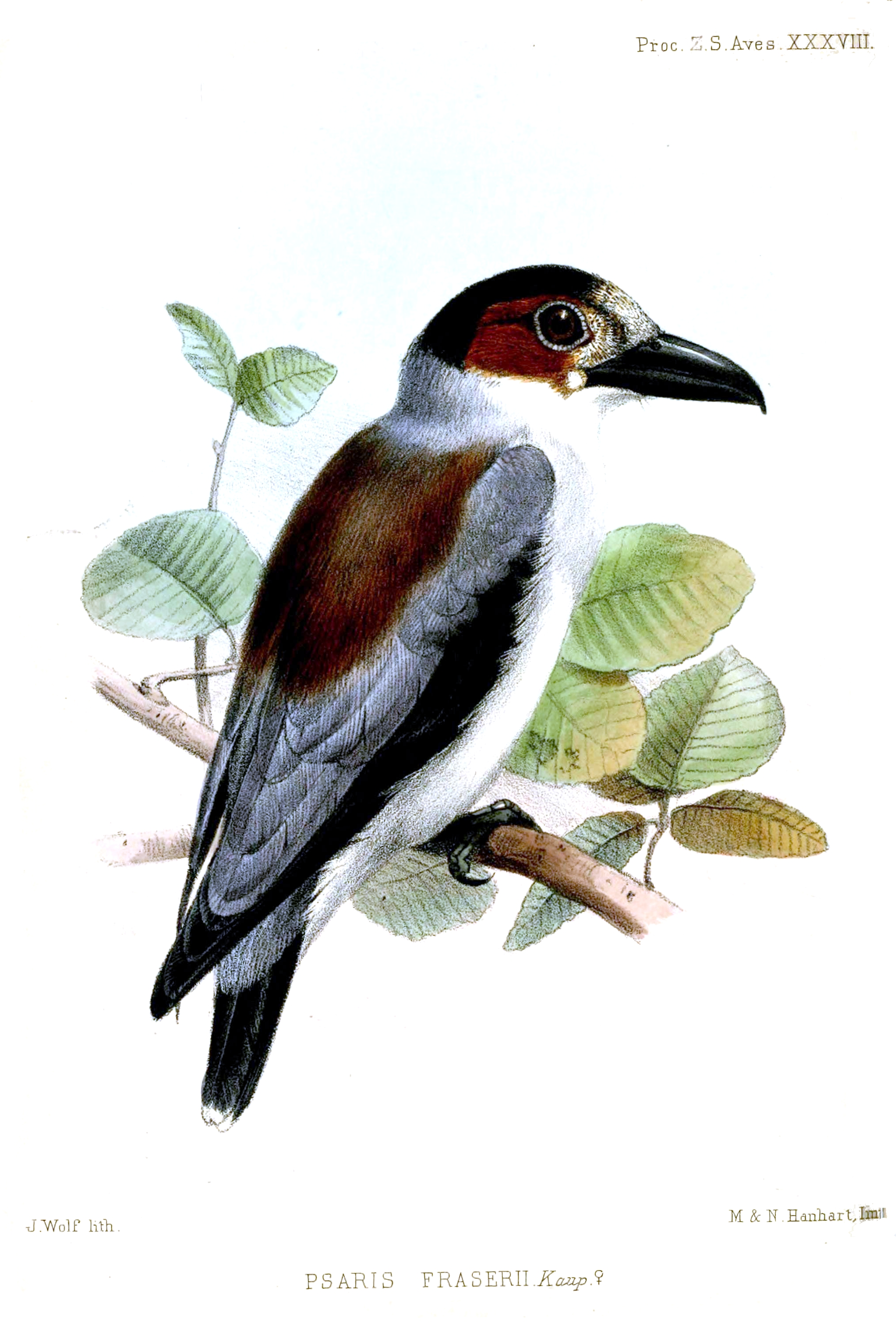
Tityra inquisitor fraserii ♀ gemalt von Joseph Wolf (1820–1899)
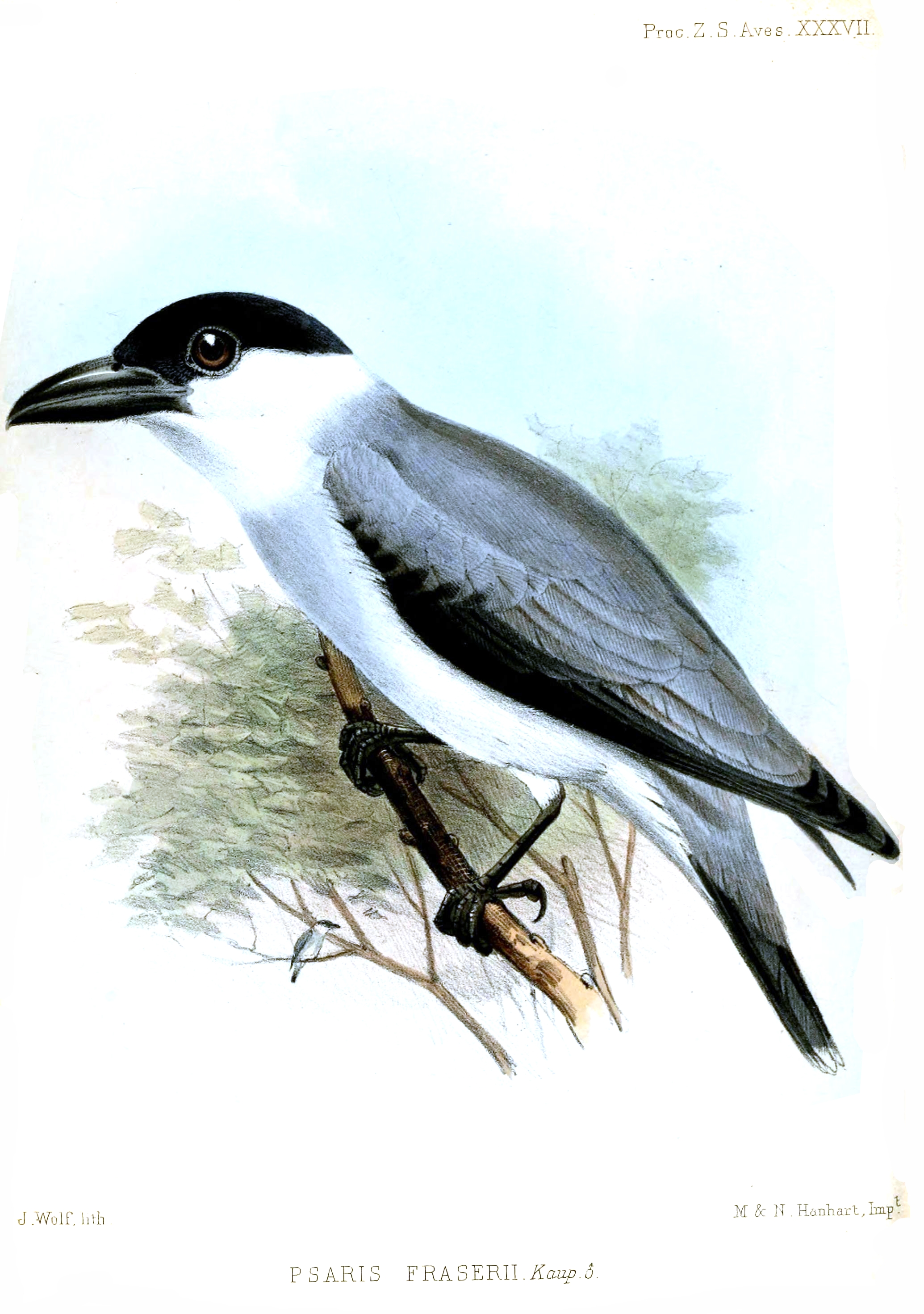
Tityra inquisitor fraserii ♂ gemalt von Joseph Wolf
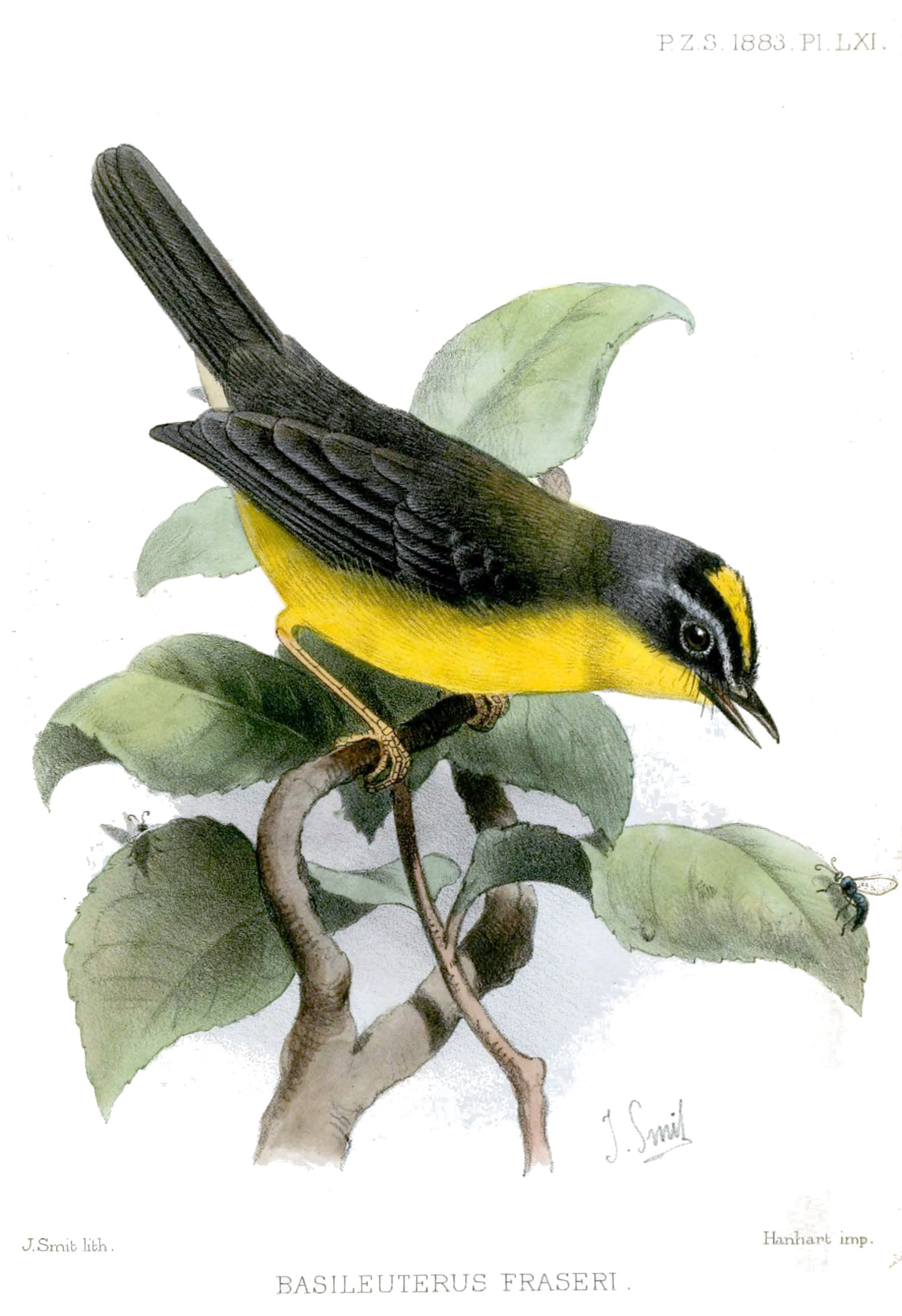
Basileuterus fraseri gemalt von Joseph Smit (1836–1929)
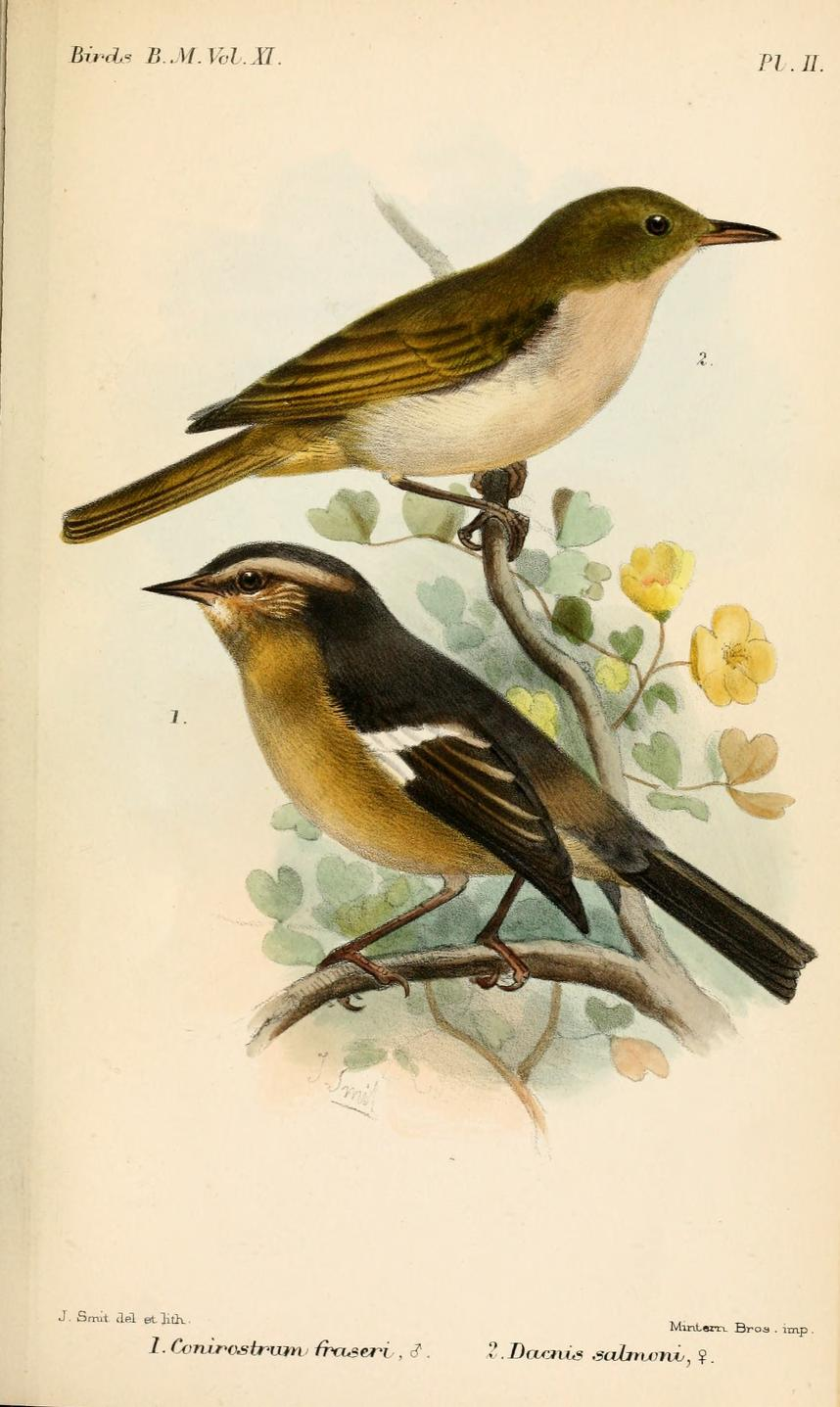
Conirostrum cinereum fraseri gemalt von Smit
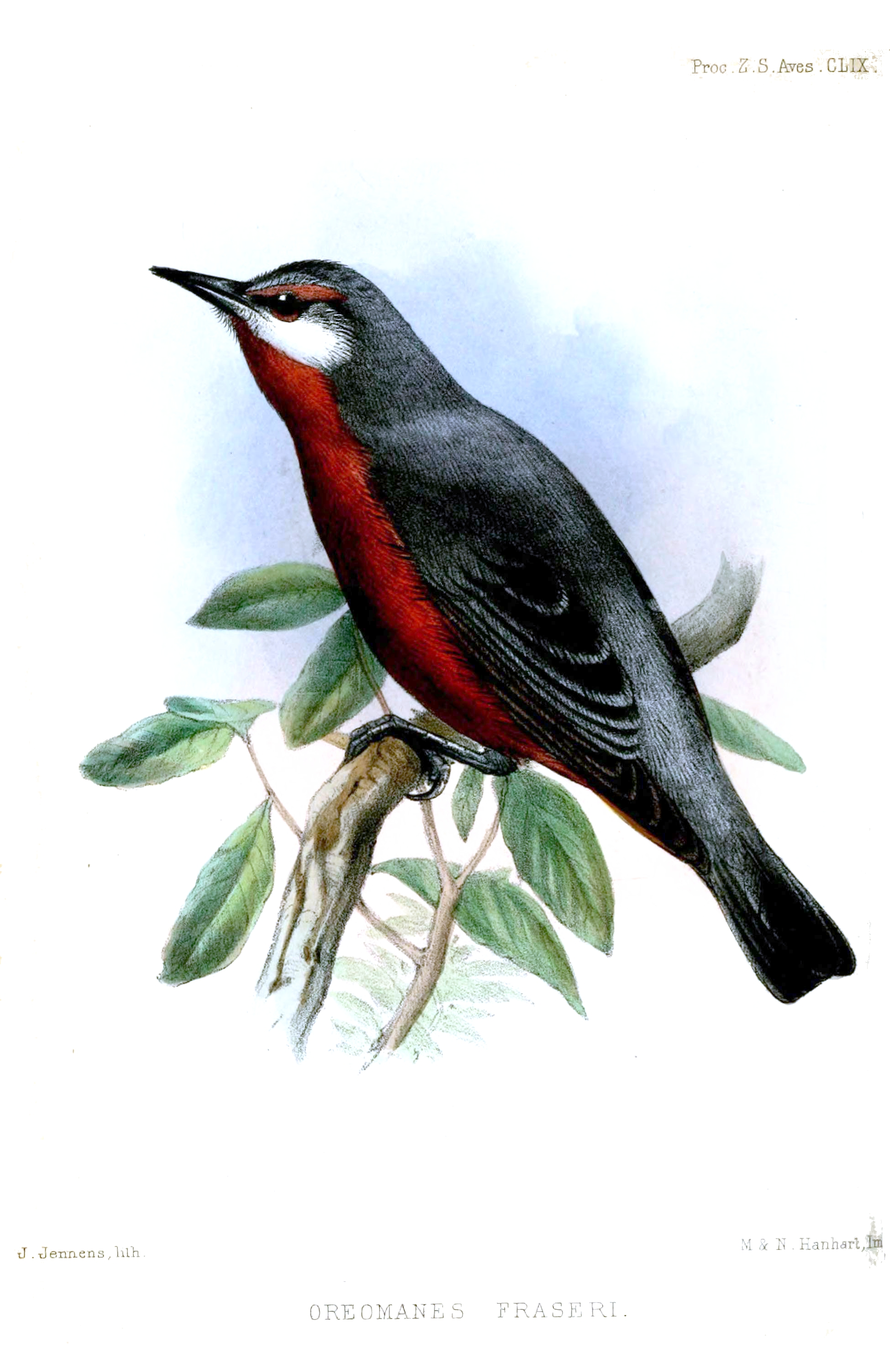
Oreomanes fraseri gemalt von John Jennens
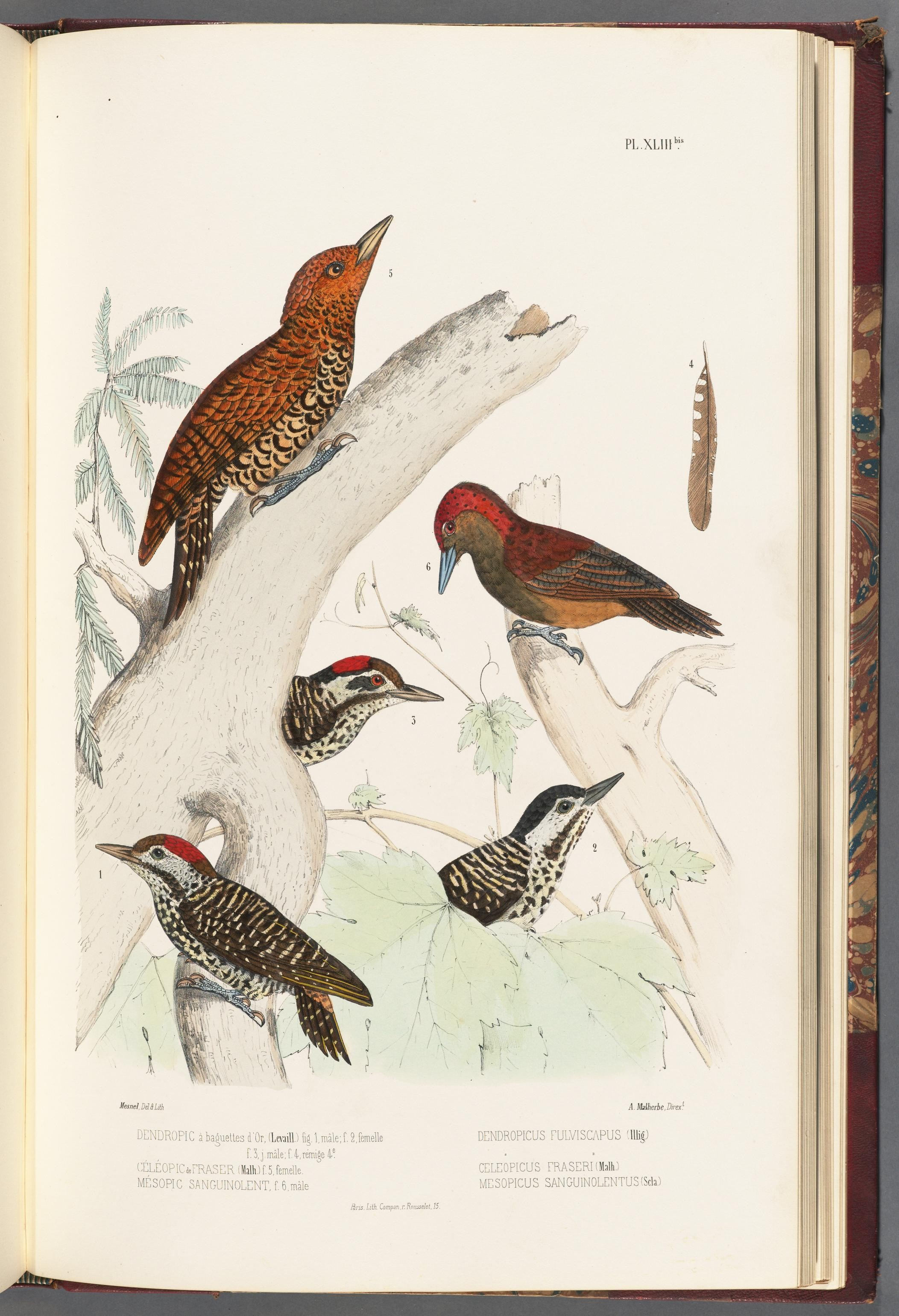
Celeopicus Fraseri ♀ (Figur 5) ein Synonym für den Rotkehlspecht (Celeus loricatus)

Fraser wird im Epitheton von verschiedenen Vogelarten geehrt, darunter der Feenwaldsänger (Myiothlypis fraseri Sclater, PL, 1884), der Laubnektarvogel (Deleornis fraseri (Jardine & Selby, 1843)), die Kurzlaufdrossel (Stizorhina fraseri (Strickland, 1844)) und der Riesenspitzschnabel (Oreomanes fraseri Sclater, PL, 1844). Auch der Name einer Unterart des Schwarzschnabeltityra (Tityra inquisitor fraserii (Kaup, 1852)) und des Weißstirn-Spitzschnabels (Conirostrum cinereum fraseri Sclater, PL, 1859) ist eine Widmung an Fraser. Außerdem hat Bonaparte die Gattung Fraseria für den Waldschnäpper (Fraseria ocreata (Strickland, 1844)) eingeführt, da Fraser das Typusexemplar von seiner Niger-Expedition mitgebracht hatte. Die Unterart der  Tamburintaube (Turtur tympanistria fraseri (Bonaparte, 1855)) gilt heute als Synonym für die Nominatform. Mit der Lieferung 24 seiner Kolibritafeln aus dem Jahr 1861 beschrieb John Gould Glaucis Fraseri, ein Name der heute als Synonym für den Weißbinden-Schattenkolibri (Threnetes ruckeri (Bourcier, 1847)) steht. Des Weiteren findet sich sein Name in Celeopicus Fraseri Malherbe, 1862, ein Synonym für den Rotkehlspecht (Celeus loricatus  (Reichenbach, 1854)) und in Nectarinia fraseri Dohrn, 1866, ein Synonym für den Einsiedel-Nektarvogel (Cyanomitra obscura (Jardine, 1843)).

## Schriften (Auswahl)
- Mr. Fraser exhibited a new species of Corythaix, which he proceeded to characterize as fellows. In: Proceedings of the Zoological Society of London. Band 7, 1839, S. 34–35 (biodiversitylibrary.org).
- Mr. Fraser read his description of two new species of Birds, from a collection made in the Island of Luzon, and recently forwarded to the Society by Hugh Cuming, Esq. In: Proceedings of the Zoological Society of London. Band 7, 1839, S. 112–113 (biodiversitylibrary.org).
- Mr. Fraser pointed out the character of several new species of Humming-birds, which have been placed in his hands by Earl of Derby for this purpose, and that they might be exhibited at one of the Society's scientific meetings. In: Proceedings of the Zoological Society of London. Band 8, Nr. 86, 1840, S. 14–19 (biodiversitylibrary.org).
- A letter from Mr. Fraser. In: Proceedings of the Zoological Society of London. Band 9, 1842, S. 97 (biodiversitylibrary.org).
- mit George Robert Waterhouse: Mr. Fraser, the naturalist to the Niger expedition, exhibited several new species of Quadrupeds, constituting part of his collection formed at Fernando Po, and Mr. Waterhouse, at the request of the Chairman, read his description of new species, there having been placed in his hands for examination by Mr. Fraser. In: Proceedings of the Zoological Society of London. Band 10, 1842, S. 124–130 (biodiversitylibrary.org).
- Mr. Fraser laid before the Meeting some new species of Birds, constituting part of his collection formed at Fernando Po, and characterized them as follows. In: Proceedings of the Zoological Society of London. Band 10, 1842, S. 141–142 (biodiversitylibrary.org).
- Mr. Fraser communicated to the Meeting the following descriptions of new species of Birds, constituting part of the collection he had formed in the Niger expedition. In: Proceedings of the Zoological Society of London. Band 10, 1842, S. 144–145 (biodiversitylibrary.org).
- Mr. Fraser then characterized two new species of Birds from Western Africa. In: Proceedings of the Zoological Society of London. Band 10, 1842, S. 189–190 (biodiversitylibrary.org).
- Mr. Fraser exhibited a specimen of Galago Senegalensis, procured at Cape Coast, Western Africa, and a new species of Shrew from Fernando Po, which characterized as follows. In: Proceedings of the Zoological Society of London. Band 10, 1842, S. 200–201 (biodiversitylibrary.org).
- Mr. Fraser laid before the Meeting some new species of Birds from Fernando Po, which he characterized as follows. In: Proceedings of the Zoological Society of London. Band 11, 1843, S. 3–5 (biodiversitylibrary.org).
- Mr. Fraser laid before the Meeting eight new species of Birds from Western Africa, which he thus characterized as. In: Proceedings of the Zoological Society of London. Band 11, 1843, S. 16–17 (biodiversitylibrary.org).
- Mr. Fraser exhibited and described a new species of Bat, belonging to the genus Rhinolophus, and four new species of birds from West Africa. In: Proceedings of the Zoological Society of London. Band 11, 1843, S. 25–27 (biodiversitylibrary.org).
- Mr. Fraser characterized two new species of Birds collected in Western Africa. In: Proceedings of the Zoological Society of London. Band 11, 1843, S. 34–35 (biodiversitylibrary.org).
- Mr. Fraser exhibited a specimen of a Pouchad Rat (Cricetomys Gambianus) and various species of Birds which he had procured on the western coast of Africa during the Niger expedition, and read the following notes relating to them in Western Africa. In: Proceedings of the Zoological Society of London. Band 11, 1843, S. 51–54 (biodiversitylibrary.org).
- Mr. Fraser pointed out the distinguishing characters of a new species of Patridge which had recently died at the Society menagerie. In: Proceedings of the Zoological Society of London. Band 11, 1843, S. 69–70 (biodiversitylibrary.org).
- Mr. Fraser having carefully determined the species of birds forming part of an extensive collection of subjects of natural history, brought to England by Mr. Bridges, laid them before the Meeting, and communicated the following notes from that gentlemen relating to their habits, ranges, &c. In: Proceedings of the Zoological Society of London. Band 11, 1843, S. 108–121 (biodiversitylibrary.org).
- Mr. L. Fraser laid upon the table three new species of Birds, which he described as. In: Proceedings of the Zoological Society of London. Band 12, 1844, S. 37–38 (biodiversitylibrary.org).
- Mr. Fraser also described a new bird from Chile, for which he proposed the name Leptopus Mitchelli. In: Proceedings of the Zoological Society of London. Band 12, 1845, S. 157 (biodiversitylibrary.org – 1844).
- Zoologia typica; or, Figures of new and rare animals and birds described in the proceedings, or exhibited in the collections of the Zoological Society of London. Selbstverlag, London 1847 (biodiversitylibrary.org).
- Catalogue of the Knowsley Collections, Belonging to the Right Honourable Edward (Thirteenth) Earl of Derby. Printed by Author, Knowsley 1850.
- Description of a new species of Hyrax from Fernando Po. In: Annals and Magazine of Natural History (= 2). Band 14, Nr. 90, 1854, S. 158–159 (biodiversitylibrary.org).
- Mr. Fraser exhibited a considerable number of Birds, from the collection of T.C. Eyton, Esq. In: Proceedings of the Zoological Society of London. Band 24, 1857, S. 368–369 (biodiversitylibrary.org – 1856).
- mit William Jameson: Notes on some of the Humming-birds of Ecuador figured in Mr. Gould's Monograph. In: The Ibis. Band 1, Nr. 4, 1859, S. 399–400 (biodiversitylibrary.org).
- mit Philip Lutley Sclater: List of the vertebrated animals now or lately living in the gardens of the Zoological Society of London. 1. Auflage. Taylor and Frances, London 1862 (biodiversitylibrary.org).